# Midori Ito
Midori Ito (伊藤みどり, Itō Midori), född 13 augusti 1969 i Nagoya, är en japansk före detta konståkare.
Ito blev världsmästare i konståkning i Paris 1989 och olympisk silvermedaljör vid vinterspelen i Albertville 1992.